# Duppigheim
Duppigheim település Franciaországban, Bas-Rhin megyében. Lakosainak száma 1873 fő (2022. január 1.). Duppigheim Blaesheim, Duttlenheim, Entzheim, Ernolsheim-Bruche, Hangenbieten és Kolbsheim községekkel határos.

## Népesség
A település népességének változása:
| Lakosok száma | 1570 | 1576 | 1604 | 1597 | 1608 | 1638 | 1723 | 1839 | 1873 |
|               | 2013 | 2015 | 2016 | 2017 | 2018 | 2019 | 2020 | 2021 | 2022 |